# Krasimir Balakov
Krasimir Balakov, bulharsky Красимир Балъков (* 29. březen 1966, Veliko Tarnovo) je bývalý bulharský fotbalista. Hrával na pozici záložníka.
V dresu bulharské reprezentace hrál na dvou světových šampionátech, mistrovství v USA roku 1994 a mistrovství ve Francii roku 1998. Na americkém šampionátu, kde byl spolu s Christo Stoičkovem pilířem týmu, který dosáhl největšího historického úspěchu v historii bulharského fotbalu (4. místo), byl federací FIFA zařazen i do all-stars týmu. Hrál i na Euru 1996. Celkem za národní tým odehrál 92 utkání (čtvrtý nejvyšší počet v historii bulharské reprezentace) a vstřelil 16 gólů.
Se Sportingem Lisabon získal portugalský pohár (1994/95), s VfB Stuttgart pohár německý (1996/97). Se Stuttgartem se v sezóně 1997/98 probojoval do finále Poháru vítězů pohárů.
Po skončení hráčské kariéry se stal trenérem.